# 诺曼·峰田
诺曼·良雄·峰田（英語：Norman Yoshio Mineta，1931年11月12日—2022年5月3日），日本名峯田良雄（／），日裔美国政治家，美国民主党成员，曾任美国众议院议员（1975年－1995年）、比尔·克林顿政府商务部长（2000年－2001年）、乔治·W·布什政府运输部长（2001年－2006年）。
2022年5月3日，於美國馬里蘭州逝世，享壽90歲。

## 早年生活
诺曼·峰田的父親峯田國作出身於日本靜岡縣駿東郡清水町，於1908年移居美國，與其妻峯田金（峯田 かね，舊姓渡邊）育有2男3女，诺曼·峰田為子女中年紀最小的。
1953年，诺曼·峰田从美国加州大学伯克利分校毕业。1953参军，在美国陆军服役直至1956年。

## 从政经历
峰田是美国历史上首位亞裔政府部长，也是任职时间最长的运输部长（五年）。峰田作为民主党人，先后在民主党政府和共和党政府任部长，美国历史上共四位內閣閣員於两党執政期間均入閣任職，峰田即為其中之一（其余三位是埃德温·M·斯坦顿、亨利·刘易斯·史汀生及羅伯特·蓋茨）。
2001年9月11日發生恐怖襲擊事件，時任運輸部長峰田獲悉紐約發生事件後，被白宮召集，在白宮地下深處的總統緊急行動中心（PEOC）作出反應。運輸部做出美國歷史上第一次所有民用飛機緊急迫降的命令，強制在國內飛行的4638架飛機全部在2小時20分鐘內降落，拒絕接受飛往美國、歐洲的飛機。要求加拿大接受從亞洲飛來的飛機轉降。
峰田还曾在洛克希德·马丁公司任副总裁。
2003年1月28日，喬治·W·布希總統率領閣員前往國會發表國情咨文期間，當時擔任運輸部長的峰田與司法部長約翰·阿什克羅夫特（John David Ashcroft）被指定為指定倖存者（Designated survivor）在一處秘密安全地點待命，以便在聚集在眾議院會議廳中的總統、副總統以及其他的官員面臨災難時，能按照美國總統繼任順序繼任總統職位。

## 荣誉
2001年，為紀念峰田的成就，其出生地所在的聖荷西國際機場改名為諾曼·峰田聖荷塞國際機場（Norman Y. Mineta San Jose International Airport）。。
2006年12月，獲小布希總統頒發總統自由勳章。
2007年4月獲日本政府頒贈旭日大绶章。

## 外部連結
- 美國國會國家人物傳記大辭典中的傳記
- 由華盛頓郵報維護的投票記錄
- C-SPAN內的頁面（英文）
- The Mineta Legacy Project （页面存档备份，存于）
- .   [2021-06-13]. （原始内容存档于2022-01-02）.

| 官衔                   | 官衔                   | 官衔                      |
| ---------------------- | ---------------------- | ------------------------- |
| 前任者： 羅恩·詹姆斯   | 聖荷西市長 1971–1975   | 繼任者： 珍妮特·格雷·海斯 |
| 前任者： 威廉·M·戴利   | 美國商務部長 2000–2001 | 繼任者： 唐納德·埃文斯    |
| 前任者： 羅德尼·斯萊特 | 美國運輸部長 2001–2006 | 繼任者： 瑪麗·E·彼得斯    |